# Ciclone de Flores de 1973
O ciclone de Flores de 1973 foi o ciclone tropical mais mortal conhecido no hemisfério sul, tendo matado 1.653 pessoas na Indonésia em abril 1973. O ciclone formou-se em 26 de abril no Mar de Banda como uma baixa tropical. Ele se intensificou conforme se movia na direção oeste-sudoeste, antes de mudar para o sul. Em 29 de abril, o ciclone atingiu a costa norte da ilha das Flores, dissipando-se no dia seguinte. O ciclone matou 1.500 pescadores na ilha de Palu'e. O ciclone provocou fortes chuvas em Flores, causando inundações repentinas e mortais que danificaram edifícios e estradas.

## História meteorológica
Em 26 de abril, uma baixa tropical formou-se no Mar de Banda, nas águas do leste da Indonésia. De acordo com o Bureau de Meteorologia BoM da Austrália, a baixa mudou para oeste-sudoeste e intensificou-se, embora isso tenha sido baseado em uma análise posterior. Como a tempestade estava fora da jurisdição da agência, o BoM não emitiu avisos sobre o sistema na época. Os ventos com força de vendaval atingiram baixa no final do dia 27 de abril quando se mudou para o Mar das Flores. No final do dia seguinte, a tempestade virou para sudoeste.
O BoM estimou que a tempestade atingiu o pico de intensidade no início do dia 29 de abril, avaliando-o como ciclone tropical na escala de intensidade australiana, com ventos máximos sustentados de 150 km/h (93 mph). Enquanto estava perto do pico de intensidade, o pequeno ciclone tropical teve o olho embutido em uma nublada densa central com 295 km (183 mi) de diâmetro. O ciclone atingiu a costa norte da ilha indonésia de Flores. Após cruzar a ilha, o ciclone dissipou-se em 30 de abril junto à costa sul das Flores.

## Impacto
No Mar das Flores, o ciclone virou o cargueiro de 500 toneladas, O Arbiru, com sede em Timor Português, que fazia a entrega de um carregamento de arroz de Banguecoque. Da tripulação de 24 pessoas, apenas uma pessoa sobreviveu. Só na ilha de Palu'e, o ciclone matou 1.500 pescadores.
A notícia do desastre de Flores demorou um mês a chegar às autoridades indonésias, devido à falta de comunicações e à insularidade da ilha. Em toda a região, o ciclone matou 1.653 pessoas, tornando-o o ciclone tropical mais mortal registado no hemisfério sul. A tempestade atingiu a costa com uma onda de tempestade, que os jornais descreveram como uma "onda gigante". Em Ngada Regency, ondas altas afogaram 24 pessoas. Outras 10 pessoas foram mortas na Regência de Manggarai. Por três dias, a tempestade causou fortes chuvas em Flores, que produziram enchentes mortais que levaram campos de arroz, gado e casas inteiras. O ciclone destruiu escolas, casas, barragens e pontes. A tempestade também destruiu edifícios do governo, com grandes danos relatados na capital regional de Ende.
Após as inundações, o governo indonésio construiu o Sutami Weir, que foi concluído em 1975. O açude controlou o fluxo de água na ilha e ajudou a irrigar 6,500 ha (16,000 acres) de arrozais.